# Dona Euzébia
Dona Euzébia é um município brasileiro do estado de Minas Gerais. Sua população recenseada em 2022 era de 6 093 habitantes.

## História
O povoado que deu origem à localidade começou a se formar a partir de 1928. Uma fazendeira da região chamada Eusébia de Sousa Lima doou terras para a construção da estação ferroviária e da igreja de Nossa Senhora das Dores.
Anteriormente o território de Dona Euzébia, pertencia ao município de Astolfo Dutra, posteriormente Porto de Santo Antônio, como distrito de Cataguases.
O povoado agrupou-se em torno da Igreja Nossa Senhora das Dores. Um outro fator que contribuiu para o desenvolvimento foi a passagem da estrada de ferro Leopoldina.
Como parte integrante do município de Cataguases, o povoado de Dona Euzébia, foi elevado a Distrito pela Lei 843 de 7 de Setembro de 1923, quando passou a denominar-se Astolfo Dutra. Manteve esse nome durante curto período, pois, em 1938 pelo decreto Lei 148, de 17 de dezembro, voltou ao nome primitivo. Por esse mesmo ato, passou a integrar o então criado Município de Astolfo Dutra, anteriormente Porto de Santo Antônio.
A autonomia municipal foi assegurada em 30 de dezembro de 1962 pela da Lei 2.764, tendo seu território sido desmembrado do município de Astolfo Dutra.

## Geografia
O município localiza-se na Mesorregião da Zona da Mata mineira, com 70,21 quilômetros quadrados de extensão. A sede, a 222 metros de altitude, está ligada a Belo Horizonte pela BR-285 numa distância de 302 quilômetros.
A cidade também se encontra ligada a Cataguases pela Linha do Centro da antiga Estrada de Ferro Leopoldina. A ferrovia se encontra concedida à Ferrovia Centro Atlântica desde 1996, porém o trecho que atravessa a cidade se encontra atualmente desativado e em estado de abandono pela concessionária e pela Prefeitura local.

### Relevo, clima, hidrografia
A altitude da sede é de 222 m. O clima é do tipo tropical com chuvas durante o verão e temperatura média anual em torno de 23,5 °C, com variações entre 18 °C (média das mínimas) e 31 °C (média das máximas). (ALMG)
O município faz parte da bacia do rio Paraíba do Sul, sendo banhado pelo rio Pomba e seu afluente Xopotó.

### Demografia
Em 2022 a população do município era de 6 023 habitantes e a densidade demográfica 86,76 habitantes por quilômetro quadrado. A mortalidade infantil em 2020 era de 40 óbitos por mil nascidos vivos e a taxa de escolarização de 6 a 14 anos de idade em 2010 era de 98,7%.
Em 2010 a expectativa de vida era de 75,4 anos e o Índice de Desenvolvimento Humano Municipal (IDHM) era 0,70.